# Арт-рок
Арт-рок (англ. art rock) — жанр экспериментальной и рок-музыки, который характеризуется мелодическими, гармоническими или ритмическими экспериментами, а также большим количеством художественных образов в текстах песен. Арт-рок зачастую идёт дальше форм и жанров современной популярной музыки в направлении джаза, академической, этнической музыки или экспериментального авангарда.

## Арт-рок и прогрессивный рок
Изначально термин «арт-рок» являлся по сути синонимом термина прогрессивный рок, но впоследствии, в связи со значительным расширением стилистического разнообразия прогрессивной музыки, утратил своё обобщающее значение, и теперь, в основном, используется в более узком смысле. Тем не менее споры о конкретном содержании термина продолжаются до сих пор. Считают, например, что термин «арт-рок» применим лишь к английским группам, потому что понятие прогрессивного рока появилось в США. Также к арт-року иногда относят только те группы, которые показывали на сцене театрализованные представления, широко использовали свет в выступлениях (Pink Floyd, Roxy Music, Kayak, Genesis). И все же, большинство авторитетных англоязычных изданий и музыкальных критиков так или иначе ограничивают применение термина «арт-рок» сферой деятельности прогрессивных групп, стремившихся к музыкальным экспериментам в рамках мейнстрима. В качестве примера таких групп неизменно называют представителей легкого или коммерческого прогрессива, таких как Roxy Music, Дэвид Боуи, Barclay James Harvest, Electric Light Orchestra и Be-Bop Deluxe.
Наиболее авторитетный Интернет-ресурс о прогрессиве ПрогАрхивы вообще игнорирует термин «арт-рок», используя вместо него два других, весьма близких по значению, термина Crossover Prog и Eclectic Prog. Под первым из них понимается более коммерческая прогрессивная музыка (Supertramp, Майк Олдфилд), а под вторым — некоммерческий прогрессив с размытыми стилистическими рамками и явным уклоном в сторону симфо-прога (King Crimson, Van der Graaf Generator).
В России к арт-року можно отнести некоторые альбомы рок-групп 1980-х и 1990-х. Близкую по стилю музыку играли также Автограф и Диалог.

## Характерные особенности арт-рока
- Обилие вокала и, вообще, песенная ориентация музыкального материала.
- Одна, реже две, продолжительных композиции на альбоме.
- Вокал теряет блюзовые корни, сохранявшиеся в психоделии, и становится более академическим.
- Эпичность, пафосность вокальных партий и музыкального материала в целом.
- В отличие от прото-прогрессива, звук более чистый, ясный и четко организованный, без психоделических влияний.
- Основной «прогрессивный» инструмент — электроорган (Hammond) или синтезатор Moog. Гитара начинает использоваться как замена оркестру.
- Музыка остается в рамках мейнстрима.
- Тексты на сказочные или фантастические темы.

## История арт-рока
Границы между искусством и поп-музыкой становились все более размытыми на протяжении второй половины 20 века. Термин «арт — рок» впервые употребили в 1968 году, согласно Merriam-Webster Online Dictionary. По мере развития в конце 1960-х годов — во время развития прогрессивного рока — арт-рок приобрел известность наряду с экспериментальным роком.. Считается, что первоначальным деятелем в сфере арт-рока стал продюсер и автор песен Фил Спектор, который приобрел известность благодаря своим постановкам «Стена звука». Наравне с Филом Спектором, одним из первых музыкальных продюсеров упоминается и лидер The Beach Boys Брайан Уилсон.
Согласно наиболее широко распространённому мнению, истоки арт-рока лежат в альбомах Pet Sounds (The Beach Boys, 1966) и Sgt. Pepper’s Lonely Hearts Club Band (The Beatles, 1967). Однако в этих альбомах гораздо больше психоделии и прото-прогрессива, чем непосредственно арт-рока: пожалуй, действительно образцом раннего арт-рока можно назвать только песню «A Day in the Life» группы The Beatles.
В самом конце 1967 года выходит сингл «Nights in White Satin», и следом за ним — альбом «Days of Future Passed» группы The Moody Blues.
До конца шестидесятых история арт-рока почти не отделима от истории симфо-прога. С большей уверенностью, в этот период к арт-року можно отнести такие группы, как те же Moody Blues, Procol Harum, The Move, Rare Bird и т. д.
В начале семидесятых появляются группы, демонстрирующие более зрелый подход к прогрессиву, оставаясь при этом в рамках мейнстрима, — Barclay James Harvest, Be-Bop Deluxe, Manfred Mann’s Earth Band, Fruupp, Gracious и др. В их музыке было гораздо больше влияния симфонического рока, хотя в целом подход к материалу был более коммерческим.
Приблизительно с 1973 года начинается расцвет арт-рока и его победоносное коммерческое шествие по миру. В это время появляются наиболее оригинальные новые британские группы, привнесшие в арт-рок смелые и свежие идеи (Roxy Music, Supertramp). С арт-роком сближается глэм-рок, представители которого записывают шедевры арт-рока, сочетая его с опереточной и хард-роковой стилистиками (Queen, Sparks). В США возникает и набирает силу помп-рок — предельно пафосный и помпезный арт-рок (Kansas, Styx).
К концу десятилетия арт-рок, как и весь прогрессив, сдаёт свои позиции под натиском панк-рока и диско. Одной из последних по-настоящему интересных работ арт-рока становится Love over Gold группы Dire Straits. Большинство музыкантов классической эры арт-рока начинают сольную деятельность, окончательно перейдя от прогрессива к развлекательной музыке.